# 小林大悟
小林大悟（日语：小林 大悟，1983年2月19日—），已退役日本足球運動員，司職中場，前日本國家足球隊成員。

## 俱樂部生涯
2001年小林大悟从清水商业高中毕业加盟东京绿茵，在那里他效力了8个赛季，并在2004年帮助球队获得天皇杯冠军，2006年转会大宫松鼠，随后在2009年冬季加盟挪威足球超级联赛球队史達比克，迅速成为队中主力，穿上了象征核心的10号球衣。
当年3月份挪威超级杯比赛上小林大悟首发出场，并打进一记精彩的任意球，帮助球队夺得挪威超级杯。1年时间里各项赛事出场34次并打进12球。
今年1月份转会去到了希腊足球超级联赛联赛球队伊拉基斯，并在2月14日替补登场迎来了联赛首秀，整个下半赛季为球队出场了8次，成为了球队主力。
2013年賽季加盟美国职业足球大联盟的温哥华白浪，2014年3月从温哥华白浪加盟新英格兰革命。

## 國家隊生涯
2006年8月日本对阵特立尼达的友谊赛中，他有过34分钟的亮相，这也是他唯一的国家队经历。

## 外部連結
- 小林大悟 – FIFA國際賽競賽紀錄 (存檔)
- Japan National Football Team Database （页面存档备份，存于）
- 日本職業足球聯賽中的小林大悟 （日語）
- Soccerway資料庫：小林大悟
- National Football Teams （页面存档备份，存于）
- Japan National Football Team Database